# Bohuslav Sobotka
Bohuslav Sobotka (23 de outubro de 1971) é um político e advogado tcheco. Foi primeiro-ministro do seu país de 2014 até 2017.
É membro do Partido Social-Democrata Tcheco (PSC), do qual foi presidente de seu grupo parlamentar, vice-presidente e atual presidente. No governo tcheco, foi nomeado em 2002 como Ministro da Fazenda e em 2005 passou a ser vice-primeiro-ministro.
Depois de sua vitória nas eleições gerais de 2013, sucedendo a Jiří Rusnok foi investido em 17 de janeiro de 2014 como 11º Primeiro-ministro da República Tcheca até 13 de dezembro de 2017.

## Biografia
Nasceu no povoado de Telnice em 1971. Tempos mais tarde, na década de 1980, ele e sua família mudaram-se para Slavkov u Brna onde realizou seus estudos secundários e em 1986 mudaram-se para Bučovice.
Quatro anos mais tarde foi para Brno para estudiar na Universidade Masaryk, licenciando-se em direito e graduando-se com uma tese sobre a Social-democracia tcheca.

### Carreira política
Desde 1989 Sobotka é membro do PSC. Com 24 anos, a partir do dia 31 de maio de 1996 foi eleito como deputado no Parlamento da República Tcheca ocupando seu assento em 1 de junho desse ano.
Depois das eleições gerais de 1998, o Partido Social-Democrata chegou ao poder e foi reeleito para o parlamento, onde no meio da legislatura em maio de 2001 tornou-se o Presidente do Grupo Parlamentar. Depois de passadas as eleições de 2002 entrou no novo gabinete do primeiro-ministro Vladimir Špidla, sendo nomeado em 15 de julho  como Ministro da Fazenda. Em 25 de março de 2005 foi nomeado vice-presidente do Partido Social-Democrata e no governo em 25 de abril de 2005 também tornou-se vice-primeiro-ministro. Em 24 de setembro de 2005, depois da saída de Jiří Paroubek, Sobotka assumiu a presidência do partido até 13 de maio de 2006.
Depois das eleições legislativas de junho de 2006, voltou a ser reeleito como deputado e também a partir de 1 de janeiro de 2009 voltou a ser presidente do grupo parlamentar. Nas eleições gerais de 2010, o Partido Social-Democrata obteve um de seus piores resultados desde 1992, cujo governo era presidido por Jan Fischer, então Jiří Paroubek após sua volta à política voltou a se demitir e Sobotka por consequência assumiu a presidência do partido e até que em 18 de março de 2011, pelo comitê central e com maioria foi eleito como Presidente do Partido Social-Democrata.
Posteriormente, após apresentar-se como candidato principal do Partido Social-Democrata nas eleições gerais de 2013, conseguiu ganhar com 20,5% dos votos totais, conseguindo  50 cadeiras no parlamento.
No dia 17 de janeiro de 2014 em sucessão a Jiří Rusnok, foi nomeado pelo presidente Miloš Zeman para seu governo, como 11.º Primeiro-ministro da República Tcheca.